# تسماکاهوغ
تسماکاهوغ (به ارمنی: Ծմակահող) یک منطقهٔ مسکونی در جمهوری آرتساخ است که در استان مارتاکرت واقع شده‌است.